# Divinity Love
Divinity Love (República Txeca; 11 de febrer de 1986) és una actriu pornogràfica retirada i model txeca.
Sent la menor de dues germanes, Love va estudiar cosmètica abans de dedicar-se a la indústria del porno. Primer va treballar com a ballarina exòtica fins que en 2006 se li va donar l'oportunitat de treballar en la pel·lícula de Pierre Woodman Sex City. El 2007 va signar amb la productora del director un contracte en exclusiva, sent la seva segona actriu prometedora després de Caylian Curtis. En 2007, de nou sota la direcció de Woodman, va aparèixer a Xcalibur - The Lords of Sex. No obstant això, va decidir retirar-se en 2008 amb tan sols 10 pel·lícules.

## Filmografia
- Sex City (2006)
- Sex City 2 (2006)
- Sex City 3 (2006)
- XCalibur (2007)
- The Perfectionist (2007)
- The Perfectionist 3 (2008)

## Premis
- Premis Ninfa del FICEB 2007 : Millor actriu, per Xcalibur[5]
- Brussels Erotica 2007 : Millor estrella europea[6]